# دان اف آیزل
دان اف آیزل (به انگلیسی: Donn F. Eisele) فضانورد اهل کشور ایالات متحده آمریکا است که در ۲۳ ژوئن ۱۹۳۰ میلادی در کلمبوس، اوهایو زاده شد. وی در مأموریت آپولو ۷ حضور داشته است.